# Liste der gemeinsamen Aufnahmen ehemaliger Beatles-Mitglieder ab 1970
Dieser Artikel ist eine Liste der gemeinsamen Aufnahmen ehemaliger Beatles-Mitglieder ab 1970. Am 20. August 1969 waren alle vier Beatles mit ihrem Produzenten George Martin letztmals gleichzeitig in einem Aufnahmestudio und überarbeiteten das Lied I Want You (She’s So Heavy), das auf dem Album Abbey Road veröffentlicht wurde. Obwohl John Lennon am 20. September 1969 während eines Treffens gegenüber den anderen Mitgliedern der Beatles verkündete, dass er die Scheidung von den Beatles wollte, gilt die Pressemitteilung vom 9. April 1970 zum Album McCartney, die am 10. April 1970 von den Medien veröffentlicht wurde, als das faktische Ende der Beatles. Am 3. und 4. Januar 1970 waren Paul McCartney, George Harrison und Ringo Starr im Aufnahmestudio, um weitere Arbeiten an dem Album Let It Be vorzunehmen, neben der Überarbeitung des Liedes Let It Be wurde auch der Titel I Me Mine aufgenommen. So werden hier, mit zwei Ausnahmen, die John Lennon betreffen (Aufnahmen zu Cold Turkey und ein Liveauftritt der Plastic Ono Band) die musikalischen Zusammenarbeiten der Ex-Beatles sowie ihres Produzenten George Martin nach dem 4. Januar 1970 aufgeführt.

## Zusammenarbeit von John Lennon, George Harrison und Ringo Starr
- Greenfield Morning I Pushed an Empty Baby Carriage All Over the City:  Am 8. Oktober 1970 wurde während der Sessions zum Album John Lennon/Plastic Ono Band auch das Album Yoko Ono/Plastic Ono Band von Yoko Ono fertiggestellt. Neben Yoko Ono wirkten noch John Lennon an der Gitarre, Ringo Starr am Schlagzeug und Klaus Voormann am Bass mit. Bei dem Ono-Lied Greenfield Morning I Pushed an Empty Baby Carriage All Over the City wurde im Nachhinein noch Tonbandaufnahmen mit George Harrisons Sitarspiel verwendet, sodass erstmals bei einem Lied nach der Trennung der Beatles drei ehemalige Mitglieder musikalisch beteiligt waren.[1]
- I’m the Greatest: Die einzig bekannte gemeinsame Zusammenarbeit in einem Aufnahmestudio von John Lennon, George Harrison und Ringo Starr fand am 13. März 1973 für Aufnahmen der Lennon-Komposition I’m the Greatest statt, John Lennon spielte Klavier und übernahm den Hintergrundgesang, George Harrison spielte Gitarre, Ringo Starr sang und spielte Schlagzeug. Damit fehlte nur Paul McCartney zu einer Beatles-Reunion. Den Bass spielte bei dem Lied Klaus Voormann, die Orgel Billy Preston, das Lied wurde auf dem Ringo Starr-Album Ringo im November 1973 veröffentlicht. Eine Version des Liedes bei dem John Lennon singt, wurde 1998 auf dem Album John Lennon Anthology veröffentlicht. Am 17. März 1973 wurde die Aufnahmesession im britischen Melody Maker mit der Schlagzeile Beatles To Record Again! erwähnt.[2]

## Zusammenarbeit von Paul McCartney, George Harrison und Ringo Starr
- Liveauftritt auf der Hochzeit von Eric Clapton: Pattie Boyd und Eric Clapton heirateten am 27. März 1979 in Tucson, Arizona. Zwei Monate später, am 19. Mai, hielten sie eine Hochzeitsfeier in ihrem Haus Hurtwood Edge in Ewhurst, England ab. Während der Feier fand laut Ringo Starr eine Jamsession von mehreren eingeladenen Musikern statt, an denen neben Ringo Starr auch George Harrison und Paul McCartney teilnahmen. Es war der einzige gemeinsame Auftritt der drei ehemaligen Beatles. 2023 wurde ein Foto veröffentlicht, dass Harrison und McCartney auf der Bühne zeigt. Lieder, die sie unter anderen gespielt haben sollen waren Get Back, Sgt. Pepper's Lonely Hearts Club Band und Lawdy Miss Clawdy.[3][4]
- All Those Years Ago: George Harrison nahm wahrscheinlich im Januar 1981 in seinem Heimstudio F.P.S.H.O.T. (Friars Park Studio, Henley-on-Thames) das Lied All Those Years Ago, das ursprünglich für Ringo Starr vorgesehen war, als Hommage für John Lennon neu auf. Dafür änderte Harrison den Text und lud Paul und Linda McCartney sowie Denny Laine ein, den Hintergrundgesang beizusteuern. Da Ringo Starr schon bei den ursprünglichen Aufnahmen im November 1980 Schlagzeug spielte, waren bei dieser Aufnahme erstmals alle drei noch lebenden Beatles an einem neuen Lied beteiligt. Die Veröffentlichung des Liedes erfolgte im Juni 1981 auf dem Album Somewhere in England sowie als Single im Mai 1981.
- Free as a Bird: Im Januar 1994 übergab Lennons Witwe Yoko Ono den verbliebenen Beatles Paul McCartney, George Harrison und Ringo Starr eine Musikkassette, damit diese die Aufnahme beenden beziehungsweise vervollständigen konnten. Als Co-Produzenten baten sie Jeff Lynne dazu. Die endgültigen Aufnahmen fanden im Februar und März 1994 statt. Zunächst musste John Lennons ursprüngliche Kassetten-Aufnahme klanglich überarbeitet und taktgenau umgeschnitten werden. Nach dieser aufwendigen Arbeit fügten Paul McCartney, George Harrison und Ringo Starr die Aufnahmen ihrer Instrumente (elektrische und akustische Gitarren, Bass, Klavier und Schlagzeug) hinzu. Den von Lennon unvollständig hinterlassenen Mittelteil füllten sie mit neu geschriebenem Text und neuer Melodie.[5] Die Veröffentlichung des Liedes erfolgte im November 1995 auf dem Beatles-Album Anthology 1 und als Single im Dezember 1995.
- Real Love: Ebenso wie Free as a Bird wurde auch Real Love von den drei damals noch lebenden Mitgliedern der Band Paul McCartney, George Harrison und Ringo Starr im Februar 1995 überarbeitet. Als Co-Produzent fungierte ebenfalls Jeff Lynne. Die Veröffentlichung des Liedes erfolgte im März 1996 auf dem Beatles-Album Anthology 2 und als Single ebenfalls im März 1996.
- Weitere Aufnahmen: Während der Dreharbeiten zu der Dokumentation Anthology wurde unter anderem eine Jamsession im Juni 1994 von Paul McCartney, George Harrison und Ringo Starr in einem Home-Recording-Studio aufgenommen, diese erschien am 31. März 2003 im Rahmen der Anthology-DVD-Box-Wiederveröffentlichung auf der neunten DVD. Folgende Lieder wurden teilweise gespielt:
  - Baby What You Want Me to Do (Reed)
  - Raunchy (instrumental) (Justis-Manker)
  - Thinking of Linking (McCartney)
  - Blue Moon of Kentucky (Monroe)
  - Ain’t She Sweet (Yellen-Ager)
- Now and Then: 1996 sollte Now and Then als dritte Reunions-Single und auf dem Album Anthology 3 erscheinen. Die drei Beatles arbeiteten im März 1995 zwei Tage an dem Lied, stellten dann aber die Arbeit aufgrund von technischen Problemen daran ein. 2022 konnten die Aufnahmen unter Hilfe von einer KI durch McCartney und Starr fertiggestellt werden. Die Single erschien am 2. November 2023.

## Zusammenarbeit von John Lennon und Paul McCartney
Während der Aufnahmen zum Album Pussy Cats von Harry Nilsson kam es zur einzigen bekannten musikalischen Zusammenarbeit von John Lennon mit Paul McCartney nach der Trennung der Beatles. McCartney, der mit seiner Ehefrau Linda kurzzeitig John Lennon in Los Angeles besuchte, wurde von Lennon zu einer ganztägigen Jamsession eingeladen, der unter anderem auch Stevie Wonder beiwohnte. Bei den Aufnahmen sang Lennon die Hauptstimme und spielte Gitarre. Paul McCartney sang dazu die Nebenstimme und spielte Schlagzeug. Die Aufnahmen fanden am 28. März 1974 in den Burbank Studios statt und wurden nur auf Bootlegs veröffentlicht. Ringo Starr wirkte zwar bei den Aufnahmen zu Pussy Cats mit, war aber an dieser Jamsession nicht beteiligt. Eine von John Lennon angedachte weitere musikalische Zusammenarbeit mit Paul McCartney wurde nicht mehr realisiert.

## Zusammenarbeit von John Lennon und George Harrison

### John Lennon – Hauptinterpret
- Instant Karma!: Das John-Lennon-Lied Instant Karma! wurde am 27. Januar 1970 aufgenommen, neben John Lennon am Klavier waren an der Hauptaufnahme nur noch George Harrison an der Gitarre, Klaus Voormann am Bass, Billy Preston an der Orgel und Alan White am Schlagzeug musikalisch beteiligt. Die Single wurde am 6. Februar 1970 in Großbritannien veröffentlicht.
- Imagine: Die Aufnahmen für das John-Lennon-Album fanden im Mai 1971 in Lennons eigenem Studio, den Ascot Sound Studios, in Tittenhurst Park statt, es sollte das erste und letzte Album von John Lennon sein, das dort entstand. George Harrison spielte bei fünf Titeln Gitarre: Crippled Inside, I Don’t Want to Be a Soldier, Mama, Gimme Some Truth, Oh My Love und How Do You Sleep?.
- Some Time in New York City: Ein Konzertmitschnitt der Plastic Ono Band im Lyceum Ballroom in London vom 15. Dezember 1969, das unter dem Motto peace for christmas (Benefit for UNICEF) stand, wurde im Juni 1972 auf dem John Lennon/Yoko Ono-Album Some Time in New York City veröffentlicht. Bei diesem Auftritt wirkten neben Eric Clapton, Klaus Voormann, Alan White unter anderen auch Billy Preston und George Harrison mit, die Musikgruppenbezeichnung lautete Plastic Ono Supergroup.

### George Harrison – Hauptinterpret
- John Lennon war als Musiker bei keiner George-Harrison-Aufnahme beteiligt.

## Zusammenarbeit von John Lennon und Ringo Starr

### John Lennon – Hauptinterpret
- Cold Turkey: Der erste Versuch, das Lied aufzunehmen, wurde am 25. September 1969 in den Abbey Road Studios gestartet. Neben Lennon (Gitarre und Gesang) waren Eric Clapton (Leadgitarre), Klaus Voormann (Bass) und Ringo Starr (Schlagzeug) als Begleitmusiker beteiligt. Da John Lennon mit dem Ergebnis unzufrieden war, trafen sich die Musiker am 28. September 1969 ein weiteres Mal. Die Aufnahmen fanden dieses Mal in den „Trident Studios“ statt. Am folgenden Tag begann Lennon in den Abbey Road Studios mit der Abmischung des Lieds. Am 5. Oktober 1969 fügte er einige Overdubs hinzu und stellte die endgültige Abmischung fertig. Die Single erschien im Oktober 1969. Cold Turkey wurde zwar noch vor der offiziellen Trennung aufgenommen, wird hier aber aufgeführt, da wie in der Einleitung erwähnt, John Lennon am 20. September 1969 seinen Ausstieg gegenüber den anderen Beatles bekanntgab. Auf der B-Seite, dem Yoko Ono-Lied Don't Worry Kyoko (Mummy's Only Looking for a Hand in the Snow), spielt Ringo Starr ebenfalls Schlagzeug und Lennon Gitarre.[8]
- John Lennon/Plastic Ono Band: Die Aufnahmen begannen zwei Tage nach der Rückkehr aus den USA am 26. September 1970 und endeten am 27. Oktober 1970. Die Musik wurde minimalistisch eingespielt, so spielte Billy Preston lediglich auf dem Titel God Orgel und Phil Spector Klavier bei dem Titel Love; ansonsten wurden nur Gitarre und Klavier von John Lennon, Bass von Klaus Voormann und Schlagzeug von Ringo Starr eingespielt. Während der Aufnahmesessions wurde am 8. Oktober 1970 auch das Album Yoko Ono/Plastic Ono Band[9] von Yoko Ono ebenfalls mit John Lennon als Gitarrist und Ringo Starr am Schlagzeug fertiggestellt.
- God Save Us / Do the OZ: Die Single wurde im Mai 1971 (Erscheinungsdatum: 16. Juli 1971) unter der Produktionsleitung von Phil Spector, John Lennon und Yoko Ono, wahrscheinlich vor den Aufnahmen zum Album Imagine, aufgenommen. Als Studiomusiker fungierten Ringo Starr, Klaus Voormann und John Lennon. Die Single erschien unter dem Pseudonym Elastic Oz Band, wobei auf der A-Seite Bill Elliot und auf der B-Seite John Lennon singt. Eine von John Lennon gesungene Version des Liedes God Save Us wurde unter dem Titel God Save Oz im November 1998 auf dem Boxset John Lennon Anthology veröffentlicht.

### Ringo Starr – Hauptinterpret
- Ringo: siehe Zusammenarbeit von John Lennon, George Harrison und Ringo Starr.
- Goodnight Vienna: John Lennon steuerte zum einen wieder eine neue Komposition – (It’s All Da-Da-Down To) Goodnight Vienna – bei und schlug vor, den Platters-Hit Only You (And You Alone) aus dem Jahr 1955 aufzunehmen. Von beiden Liedern gibt es jeweils eine Version bei der John Lennon singt, sie wurden 1998 auf dem Album John Lennon Anthology veröffentlicht. Bei der Poncia/Starr-Komposition All By Myself spielte John Lennon außerdem Gitarre. Das Album erschien im November 1974. Only You (And You Alone) (November 1974) und (It’s All Da-Da-Down To) Goodnight Vienna (Juni 1975) wurden auch als Singles veröffentlicht.
- Ringo’s Rotogravure: John Lennon steuerte das Stück Cookin’ (In the Kitchen of Love) nebst Klavierbegleitung bei. Es war Lennons letztes Erscheinen in einem Aufnahmestudio vor seinem Comeback im Jahr 1980. Die Aufnahmen für Ringo’s Rotogravure erstreckten sich von April bis Juni 1976, die Veröffentlichung erfolgte im September 1976.

## Zusammenarbeit von Paul McCartney und George Harrison
Zwischen Paul McCartney und George Harrison kam es zu keiner musikalischen Zusammenarbeit (außer siehe: Zusammenarbeit von Paul McCartney, George Harrison und Ringo Starr), nach der Aufnahme des Liedes All Those Years Ago war weiterhin geplant, dass George Harrison Gitarre für das Lied Wanderlust, das auf dem Album Tug of War erschien, spielen sollte, George Martin und Geoff Emerick, ebenfalls anwesend, sollten die Produktionsarbeit übernehmen. Aus zeitlichen Gründen wurde die Aufnahme aber nicht mehr realisiert.

## Zusammenarbeit von Paul McCartney und Ringo Starr

### Paul McCartney – Hauptinterpret
- Tug of War: Vom 15. bis 19. Februar 1981 arbeitete Ringo Starr auf Montserat mit Paul McCartney an Albentiteln. Auf Tug of War spielte er auf dem Lied Take It Away, zweiter Schlagzeuger war bei diesem Titel Steve Gadd sowie bei Wanderlust und Ballroom Dancing. Take It Away erschien im Juni 1982 auch als Single, in dem Musikvideo wirkt Ringo Starr ebenfalls mit. Das Album wurde im April 1982 veröffentlicht.
- Pipes of Peace: Ringo Starr spielte auf dem Album bei den Liedern Average Person und So Bad Schlagzeug.  Das Album wurde im Oktober 1983 veröffentlicht. So Bad wurde in den USA im Dezember 1983 als Single veröffentlicht, bei dem Musikvideo wirkte Starr ebenfalls mit.
- Give My Regards to Broad Street: Der Soundtrack zum Film entstand zwischen November 1982 und Juli 1984. Ringo Starr spielte bei folgenden Liedern Schlagzeug: Yesterday, Here, There and Everywhere, Wanderlust, Ballroom Dancing, So Bad und No Values. Das Album wurde im Oktober 1984 veröffentlicht. Ringo Starr wirkte auch bei dem Musikspielfilm Broad Street mit.
- Flaming Pie: Im Mai 1996 wurden die Lieder Beautiful Night, Really Love You und Looking for You mit Ringo Starrs Beteiligung aufgenommen. Really Love You war eine Gemeinschaftskomposition mit Ringo Starr. Beautiful Night erschien im Dezember 1997 als Single. Ringo Starr wirkte auch bei dem Musikvideo Beautiful Night mit. Das Album wurde im Mai 1997 veröffentlicht.

### Ringo Starr – Hauptinterpret
- Ringo: Im April 1973 flog Ringo Starr nach London, wo er in den Apple- und EMI-Studios die neue Paul-McCartney-Komposition Six O’Clock aufnahm, darüber hinaus fügte McCartney noch ein Kazoo-Solo für das Lied You’re Sixteen hinzu. Dieser Titel war 1960 ein Hit für Johnny Burnette. You’re Sixteen wurde im Dezember 1973 als Single veröffentlicht. Das Album wurde im November 1973 veröffentlicht.
- Ringo’s Rotogravure: Paul McCartney sang bei seiner Komposition Pure Gold im Hintergrund. Die Aufnahmen für Ringo’s Rotogravure erstreckten sich von April bis Juni 1976, die Veröffentlichung erfolgte im September 1976.
- Stop and Smell the Roses: Die ersten Aufnahmen fanden vom 11. bis 21. Juli 1980 in den Super Bear Studios in Frankreich statt, wo Ringo Starr mit Paul McCartney als Produzenten die Lieder Private Property, Attention, Sure to Fall (In Love with You) und You Can’t Fight Lightning einspielte. Private Property erschien im Januar 1982 als Single. Das Album wurde im Oktober 1981 veröffentlicht.
- Vertical Man: Ende September bis Oktober 1997 steuerte Paul McCartney in seinem Studio The Mill Hintergrundgesang zu den Liedern La De Da und What in the… World und Bassspiel zum zweiten Titel bei. La De Da wurde im August 1998 als Single veröffentlicht. Das Album erschien im Juni 1998.
- Y Not: Auf dem Album wurde das Duett Walk with You mit Paul McCartney veröffentlicht, der auch Bass bei Peace Dream spielte. Walk with You erschien im Dezember 2009 als Single. Das Album wurde im Januar 2010 veröffentlicht.
- Give More Love: Für die Lieder We’re on the Road Again und Show Me the Way steuerte McCartney das Bassspiel bei, beim ersten Lied auch den Hintergrundgesang. Das Album erschien im September 2017. We’re On the Road Again war ab Juli 2017 als Download-Single erhältlich.
- What’s My Name: Im Oktober 2019 erschien Ringo Starrs Studioalbum What’s My Name. Starr und McCartney spielten für das Album die Lennon-Komposition Grow Old with Me ein.
- Zoom In: Im März 2021 erschien Starrs erste EP, auf der Paul McCartney bei Here`s to the Nights den Hintergrundgesang beisteuert.
- Rewind Forward: Im Oktober 2023 erschien Starrs vierte EP, auf der Paul McCartney mit Feeling the Sunlight  eine Komposition beifügte, bei der auch die meiste Instrumentierung und den Hintergrundgesang sowie die Produktion beitrug.

### Weitere Zusammenarbeit von Paul McCartney und Ringo Starr

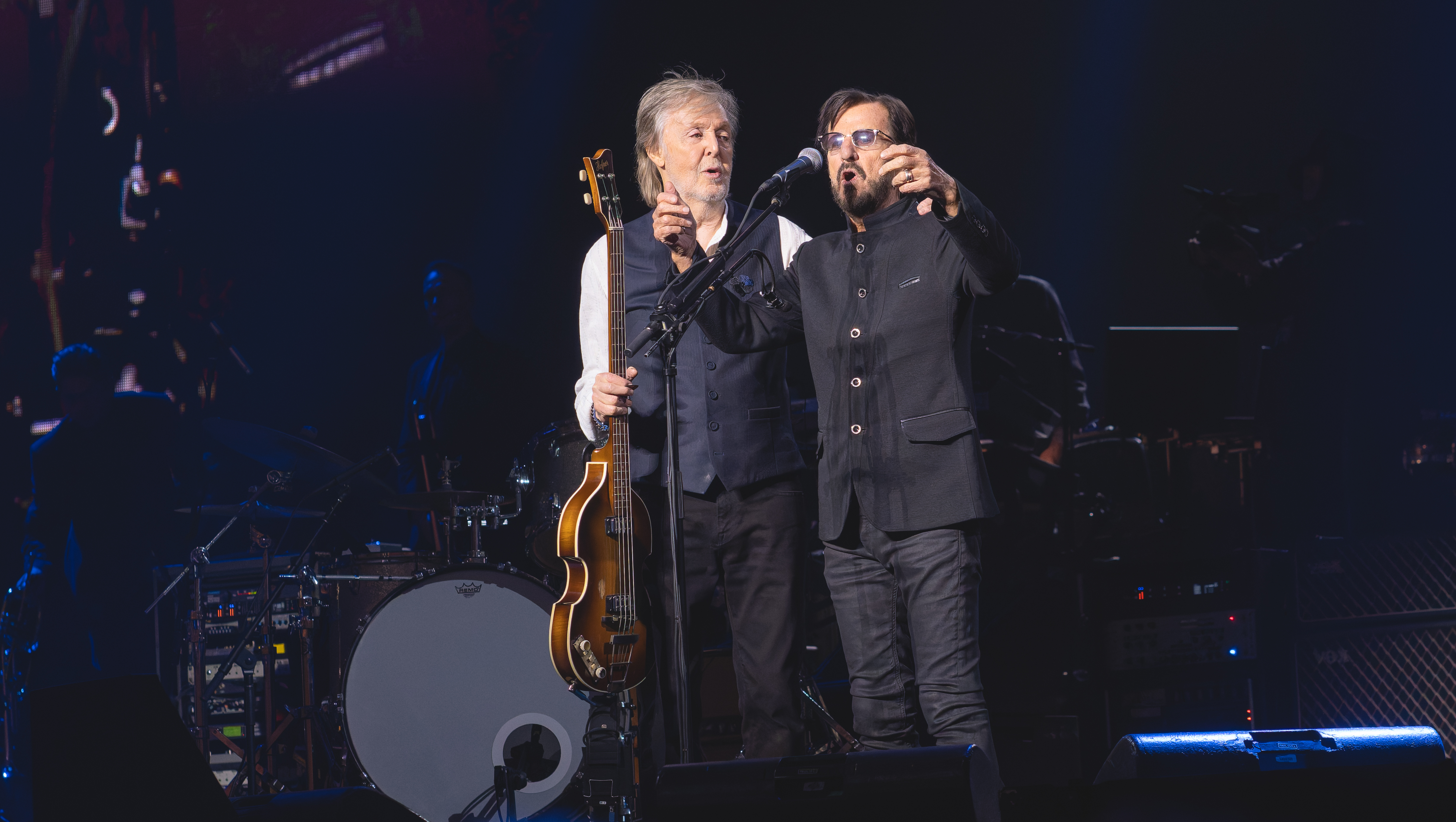
McCartney und Starr am 19. Dezember 2024 in der O2 Arena in London

- Earth Day Concert: Am 16. April 1993 gab Paul McCartney in der Hollywood Bowl (Los Angeles) ein Konzert. Während des letzten Liedes Hey Jude kam unter anderem Ringo Starr auf die Bühne und sang im Chor mit. Das Konzert wurde offiziell nicht veröffentlicht.
- Concert for George: Das Concert for George (deutsch: Konzert für George) fand am 29. November 2002 anlässlich des ersten Todestags von George Harrison in der Londoner Royal Albert Hall statt. Eric Clapton fungierte als Veranstalter und musikalischer Leiter und führte durch das Programm. Bei diesem Konzert traten Freunde und musikalische Weggefährten auf. Bei den Liedern For You Blue, Something, All Things Must Pass und While My Guitar Gently Weeps spielen Paul McCartney und Ringo Starr gemeinsam. Das Livealbum wurde im November 2003 veröffentlicht.
- David Lynch Foundation “Change Begins Within” Benefit Concert: Am 4. April 2009 spielten Ringo Starr und Paul McCartney das Lied With a Little Help from My Friends live in der Radio City Hall in New York.
- Siebzigster Geburtstag von Ringo Starr: Am 7. Juli 2010 spielte Ringo Starr mit der All-Starr Band in der Radio City Music Hall in New York City, gegen Ende des Konzerts kam Paul McCartney auf die Bühne und beide spielten das Lied Birthday zusammen live.
- Grammy Awards 2014: Paul McCartney und Ringo Starr spielten live am 26. Januar 2014 im Staples Center in Los Angeles das McCartney-Lied Queenie Eye.
- The Night That Changed America: A Grammy Salute to The Beatles war ein TV-Tribute-Konzert für die Beatles. Es wurde am 27. Januar 2014 aufgenommen und am 9. Februar 2014 von CBS ausgestrahlt. Die Übertragung wurde am 12. Februar 2014 wiederholt. Paul McCartney und Ringo Starr, traten getrennt und bei den Liedern With a Little Help from My Friends und Hey Jude gemeinsam auf.
- Rock and Roll Hall of Fame: Am 17. April 2015 wurde Ringo Starr in die Rock and Roll Hall of Fame aufgenommen, anschließend sang er mit Paul McCartney die Lieder With a Little Help from My Friends und I Wanna Be Your Man.[10]
- Freshen Up Tour: Paul McCartney spielte mit Ringo Starr am 16. Dezember 2018 in der O2 Arena in London das Lied Get Back und am 13. Juli 2019 im Dodgers Stadium in Los Angeles die Lieder Sgt. Pepper’s Lonely Hearts Club Band (Reprise) und Helter Skelter während zweier McCartney-Konzerte.[11][12]
- Let It Be: Paul McCartney und Ringo Starr wirkten 2023 musikalisch bei der Dolly-Parton-Version von Let It Be mit.[13]
- Got Back Tour: Ringo Starr und Paul McCartney spielten am 19. Dezember 2024 in der O2 Arena in London die Lieder Sgt. Pepper’s Lonely Hearts Club Band (Reprise) und Helter Skelter.[14]

## Zusammenarbeit von George Harrison und Ringo Starr

### George Harrison – Hauptinterpret
- All Things Must Pass: Auf welchen Liedern des Albums Ringo Starr Schlagzeug spielt, ist nicht dokumentiert. George Harrison schrieb zur Wiederveröffentlichung im Jahr 2001, dass er sich erinnere, dass Ringo Starr zwischen 50 und 60 % des Schlagzeugspiels für das Album übernahm. Die Aufnahmen fanden zwischen Mai und Oktober 1970 statt. Das Album wurde im November 1970 veröffentlicht.
- Bangla Desh: George Harrison nahm mit Phil Spector als weiteren Produzenten im Juli 1971 als Werbung für das geplante Konzert die Single Bangla Desh in den Record Plant Studios in Los Angeles auf. Ringo Starr und Jim Keltner spielen Schlagzeug. Die Single erschien im Juli 1971.
- The Concert for Bangla Desh: Bei diesem Livealbum, das am 1. August 1971 eingespielt und ab Dezember 1971 veröffentlicht wurde, spielen Ringo Starr und Jim Keltner Schlagzeug.
- Living in the Material World: Das Album entstand im Oktober und November 1972 sowie von Januar bis März 1973 und wurde im Juni 1973 veröffentlicht. Ringo Starr und Jim Keltner spielen Schlagzeug. Eine genaue Zuordnung wurde nicht dokumentiert.
- Dark Horse: Die Aufnahmen für Dark Horse fanden im November 1973 sowie im Zeitraum August bis September 1974 statt. Ringo Starr und Jim Keltner spielten bei den Liedern So Sad und Ding Dong, Ding Dong Schlagzeug. Ding Dong, Ding Dong wurde im Dezember 1974 auch als Single veröffentlicht. Das Album erschien im Dezember 1974.
- Extra Texture (Read All About It): Bei den originären Aufnahmen wirkte Ringo Starr nicht mit. Am 19. September 2014 wurde die remasterte CD mit dem Bonustitel This Guitar (Can’t Keep from Crying) (Platinum Weird Version) veröffentlicht. Laut CD-Begleitheft vom Album wurde der Bonustitel This Guitar (Can’t Keep from Crying) (Platinum Weird Version) im Jahr 1992 mit David A. Stewart aufgenommen, über zehn Jahre später wurde er durch Ringo Starr (Schlagzeug), Dhani Harrison (Gitarre) und Kara DioGuardi (Hintergrundgesang) ergänzt.
- Somewhere in England: Neben Ray Cooper, Jim Keltner und Dave Mattacks wirkte auch Ringo Starr als Schlagzeuger bei diesem Album mit. Außer bei All Those Years Ago ist nicht dokumentiert, bei welchen Liedern Ringo Starr noch Schlagzeug gespielt hat. Somewhere in England entstand zwischen März 1980 und Februar 1981. Das Album erschien im Juni 1981.
- Cloud Nine: Neben Ray Cooper und Jim Keltner wirkte auch Ringo Starr als Schlagzeuger bei diesem Album mit. Es ist nicht dokumentiert, bei welchen Liedern Ringo Starr Schlagzeug gespielt hat. Es wird aber in Quellen angeführt, dass er bei dem Lied When We Was Fab Schlagzeug spielt, im Musikvideo wirkte er ebenfalls mit, die Single wurde im Januar 1998 veröffentlicht. Cloud Nine entstand zwischen Januar und August 1987. Das Album erschien im November 1987.

### Ringo Starr – Hauptinterpret
- It Don’t Come Easy / Early 1970 : Am 9. April 1971 erschien die von George Harrison produzierte Single It Don’t Come Easy / Early 1970 in Großbritannien, in den USA wurde sie am 16. April 1971 veröffentlicht. Beide Titel wurden von Ringo Starr geschrieben und George Harrison spielt bei beiden Liedern Gitarre; bei einer auf Bootlegs veröffentlichten Version von It Don’t Come Easy singt George Harrison die Hauptstimme.
- Back Off Boogaloo: Im folgenden Jahr erschien am 17. März 1972 die Single Back Off Boogaloo in Großbritannien (USA: 20. März 1972); wiederum handelte es sich um zwei Ringo-Starr-Kompositionen, wobei auch hier George Harrison die A-Seite produzierte und Gitarre spielte.
- Ringo: Ab dem 24. März 1973 war George Harrison bei den Aufnahmen anwesend, mit dem Ringo Starr die Gemeinschaftskomposition Photograph sowie die – bis dahin noch unveröffentlichten – Harrison-Kompositionen Sunshine Life for Me (Sail Away Raymond) und You and Me (Babe) aufnahm. Der letztere Titel war eine Gemeinschaftskomposition mit Mal Evans. Photograph erschien im September 1973 als Single. Das Album wurde im November 1973 veröffentlicht.
- Ringo’s Rotogravure: George Harrison konnte aufgrund eigener Arbeiten zu seinem Album Thirty Three & 1/3 bei den Aufnahmen zu seiner Komposition I’ll Still Love You nicht dabei sein. Dieses Lied wurde von George Harrison selber ebenfalls aufgenommen, blieb aber bisher unveröffentlicht. Die Aufnahmen für Ringo’s Rotogravure erstreckten sich von April bis Juni 1976, die Veröffentlichung erfolgte im September 1976.
- Stop and Smell the Roses: Als sechster Produzent für das Album, einschließlich Ringo Starr, fungierte George Harrison vom 19. bis zum 25. November 1980, in dessen eigenen Aufnahmestudio Friars Park Studio, Henley on Thames (F.P.S.H.O.T.) die beiden Lieder Wrack My Brain und You Belong to Me eingespielt wurden. Wrack My Brain erschien im Oktober 1981 als Single. Das Album wurde im Oktober 1981 veröffentlicht.
- Vertical Man: George Harrison fügte im Dezember 1997 in seinem Studio F.P.S.H.O.T. das Gitarrenspiel zu den Liedern King of Broken Hearts und I’ll Be Fine Anywhere bei. Das Album erschien im Juni 1998.

### Weitere Zusammenarbeit von George Harrison und Ringo Starr
- Wasser – Der Film: ist eine britische Filmkomödie aus dem Jahr 1985. Regie führte Dick Clement, produziert wurde sie von George Harrison. Am Ende des Films spielt eine Benefizband, die aus George Harrison und Ringo Starr sowie Eric Clapton und Jon Lord besteht.
- Am 21. Oktober 1985 waren George Harrison und Ringo Starr Gäste bei Carl Perkins, der in den Limehouse Television Studios in London das Fernsehspecial Blue Suede Shoes: A Rockabilly Session aufnahm. Weitere Gastmusiker waren unter anderem Eric Clapton und Dave Edmunds. George Harrison spielte Gitarre bei mehreren Liedern und sang die Titel Everybody’s Trying to Be My Baby und Your True Love. Das Lied Glad All Over wurde von George Harrison und Carl Perkins gesungen. Ringo Starr spielte Schlagzeug bei mehreren Liedern und sang den Titel Honey Don’t. Das Lied Matchbox wurde von Ringo Starr und Carl Perkins gesungen. Die Fernsehausstrahlung erfolgte im Januar 1986. Eine Veröffentlichung auf CD erfolgte erst im Juni 2006.
- The Prince’s Trust Concert: Am 5. und 6. Juni 1987 traten George Harrison und Ringo Starr beim Prince’s Trust Concert auf und spielten und sangen bei folgenden Liedern zusammen: While My Guitar Gently Weeps, Here Comes the Sun und With a Little Help from My Friends. Die Veröffentlichung des Konzerts erfolgte im August 1987.
- Benefit for the Natural Law Party: Am 6. April 1992 gab George Harrison in der Royal Albert Hall ein Konzert zu Gunsten der Natural Law Party. Ringo Starr spielte bei den beiden letzten Liedern While My Guitar Gently Weeps und Roll Over Beethoven Schlagzeug. Eine Veröffentlichung erfolgte nur auf Bootlegs.

Anmerkung: Bei dem Musikvideo des Liedes I Won’t Back Down von Tom Petty wirken zwar George Harrison und Ringo Starr im April 1989 mit, aber nur George Harrison war bei den Musikaufnahmen beteiligt.

## Zusammenarbeit mit George Martin
George Martin arbeitete nach der Trennung der Beatles als Produzent oder Arrangeur lediglich mit Paul McCartney zusammen, mit einer Ausnahme:

### Ringo Starr – Hauptinterpret
- Sentimental Journey: Das Album wurde zwischen Oktober 1969 und März 1970 aufgenommen. Produzent war George Martin, der auch das Lied Dream und mit Paul McCartney das Lied Stardust arrangierte. Das Album wurde im März 1970 veröffentlicht.

### Paul McCartney – Hauptinterpret
- Ram: Paul McCartney engagierte einige Musiker der New Yorker Philharmoniker, um Streicher und Bläser für die Stücke Uncle Albert/Admiral Halsey, Long Haired Lady und The Back Seat of My Car aufzunehmen, dessen Arrangements von George Martin geschrieben wurden. Das Album wurde im Mai 1971 veröffentlicht. Ein weiteres Lied, Little Lamb Dragonfly, das Martin während der Ram-Aufnahmen arrangierte, erschien 1973 auf dem Album Red Rose Speedway.
- Live and Let Die: Im Oktober 1972 wurde in den Londoner AIR Studios, mit George Martin als Produzenten, das Lied Live and Let Die aufgenommen, das die Titelmelodie zum James-Bond-Film Leben und sterben lassen wurde. Die Single Live and Let Die erschien am 1. Juni 1973.
- Tug of War: Vom Dezember 1980 bis Frühjahr 1982 arbeiteten Paul McCartney und George Martin an ihrem ersten gemeinsamen Album. Es wurde im April 1982 veröffentlicht.
- Pipes of Peace: Im Mai und Juni 1982 arbeitete McCartney in den Londoner AIR Studios an Pipes of Peace, weitere Aufnahmen erfolgten im Juni und Juli 1983. Es war das zweite Album, das George Martin für Paul McCartney produzierte. Es wurde im Oktober 1983 veröffentlicht.
- Give My Regards to Broad Street: Der Soundtrack zum Film entstand zwischen November 1982 und Juli 1984. Es war das dritte und letzte Album, das George Martin für Paul McCartney produzierte. Es wurde im Oktober 1984 veröffentlicht.
- We All Stand Together: Bereits im Oktober 1980 hatte McCartney mit George Martin in den AIR Studios in London an der Single We All Stand Together für den Kurzanimationsfilm Rupert and the Frog Song gearbeitet; die Single wurde aber erst im November 1984 veröffentlicht.
- Once Upon a Long Ago: Die Abmischung der Long Version des Liedes Once Upon a Long Ago erfolgte von George Martin, während die Extended Version von Paul McCartney und Peter Henderson abgemischt wurde. Die Veröffentlichung der Single erfolgte im November 1987.
- Flowers in the Dirt: George Martin arrangierte das Lied Put It There. Das Album wurde im Juni 1989 veröffentlicht.
- Off the Ground: Die Orchesterbegleitung für das Lied C’Mon People arrangierte George Martin, weiterhin leitete er am 30. Juni 1992 auch die Einspielung des Orchesters.
- Flaming Pie: Die ältesten Aufnahmen des Albums Flaming Pie stammen vom September 1992. Es sind die Lieder Calico Skies und Great Day, die von Paul McCartney und George Martin produziert wurden. Für Beautiful Night schrieb Martin das Orchesterarrangement. Das Album wurde im Mai 1997 veröffentlicht.
- Tropic Island Hum: Am 20. September 2004 erschien in Großbritannien die McCartney-Single Tropic Island Hum / We All Stand Together als Single. Die Aufnahmen erfolgten im Dezember 1987 mit George Martin als Produzenten.
- McCartney III: Die älteste Aufnahme des Albums stammt vom September 1992. Es ist das Lied Winter Bird / When Winter comes, das von Paul McCartney und George Martin produziert wurde. Das Album McCartney III wurde im Dezember 2020 veröffentlicht.

### John Lennon – Hauptinterpret
Im November 1998, 18 Jahre nach dem Tod von John Lennon, wurde das Lied Grow Old with Me mit einer zusätzlichen Orchestrierung von George Martin auf dem Boxset John Lennon Anthology veröffentlicht. Ursprünglich erschien das Lied als Demoaufnahme auf dem Album Milk and Honey.